# استقلال تحريري
الاستقلال التحريري يشير إلى حرية المحررين فيما يتعلق باتخاذ القرارات المتعلقة دون تدخل من ملاك المنشورات. ويتم التحقق من مدى الاستقلال التحريري، على سبيل المثال، إذا كانت الصحيفة تستخدم مقالات يمكن ألا تكون شهيرة لدى عملاء الإعلان لهذه الصحيفة.